# Liga dos Campeões da OFC de 2009–10
A Liga dos Campeões da Oceania de 2009-10 foi uma competição futebolística organizada todos os anos pela OFC. Seu campeão conquistou o direito de atuar na Copa do Mundo de Clubes da FIFA de 2010.

## Grupo A
| Equipe           | Pts. | V | E | D | PJ | GP | GC | SG  |
| ---------------- | ---- | - | - | - | -- | -- | -- | --- |
| Waitakere United | 12   | 3 | 3 | 0 | 6  | 15 | 6  | +9  |
| Auckland City    | 12   | 3 | 3 | 0 | 6  | 13 | 5  | +8  |
| AS Magenta       | 6    | 1 | 3 | 2 | 6  | 13 | 10 | +3  |
| AS Manu Ura      | 1    | 0 | 1 | 5 | 6  | 3  | 23 | -20 |

|                  | AUC | ASM | MAN | WAI |
| ---------------- | --- | --- | --- | --- |
| Auckland City    | –   | 2–1 | 5–0 | 2–2 |
| AS Magenta       | 1–1 | –   | 8–1 | 1–1 |
| AS Manu Ura      | 0–2 | 1–1 | –   | 1–5 |
| Waitakere United | 1–1 | 4–1 | 2–0 | –   |

## Grupo B
| Equipe            | Pts. | V | E | D | PJ | GP | GC | SG  |
| ----------------- | ---- | - | - | - | -- | -- | -- | --- |
| PRK Hekari United | 13   | 4 | 1 | 1 | 6  | 15 | 7  | +8  |
| Lautoka           | 12   | 4 | 0 | 2 | 6  | 12 | 6  | +6  |
| Tafea             | 8    | 2 | 2 | 2 | 6  | 8  | 11 | -3  |
| Marist            | 1    | 0 | 1 | 5 | 6  | 3  | 14 | -11 |

|                   | HEK | LTK | MFC | TFC |
| ----------------- | --- | --- | --- | --- |
| PRK Hekari United | –   | 1–2 | 2–1 | 4-0 |
| Lautoka           | 0–1 | –   | 3–0 | 1–2 |
| Marist            | 1–4 | 1–3 | –   | 0–2 |
| Tafea             | 3–3 | 1–3 | 0–0 | –   |

## Final
| Chave | Equipe 1          | Total | Equipe 2         | Ida   | Volta |
| ----- | ----------------- | ----- | ---------------- | ----- | ----- |
| GF    | PRK Hekari United | 4 – 2 | Waitakere United | 3 – 0 | 1 – 2 |

| 16 de abril de 2010 15:00 (UTC+10) | PRK Hekari United                     | 3 – 0 | Waitakere United | PMRL Stadium, Port Moresby              |
|                                    | Kema Jack 27', 73' · Alick Maemae 49' |       |                  | Público: 15,000 Árbitro: Gerard Parsons |

| 2 de maio de 2010 14:00 (UTC+12) | Waitakere United                        | 2 – 1 | PRK Hekari United   | Fred Taylor Park, Auckland |
|                                  | Neil Emblen 3' · Brent Fisher 84' (pen) |       | 35' (pen) Kema Jack | Árbitro: Norbert Hauata    |

## Premiações
| Liga dos Campeões da OFC 2009-2010      |
| --------------------------------------- |
| HEKARI UNITED Campeão (Primeiro título) |

## Artilharia
| 7 Gols - Daniel Koprivcic (AUC) - Kema Jack (HEK) 3 gols - Alick Maemae (HEK) 4 Gols - Brent Fisher (WAI) - Benjamin Totori (WAI) 3 Gols - François Sakama (TAF) |